# Casa de Guzmán

Stemma del conte-duca di Olivares

La Casa de Guzmán è un lignaggio  nobile spagnolo originario della Corona di Castiglia.

## Storia
A tale lignaggio appartenevano più correlate case nobili: il casato di Medina Sidonia, il casato di Ayamonte, il Casato di Olivares, i signori dell'Aviados, il conte di Orgaz, o signori di Santa Olalla, il marchese di Toral, il conte di Teba e i marchesi Raynewood. 
Alcuni dei suoi più noti membri sono: Guzmán el Bueno, Eleonora di Guzmán, il settimo duca di Medina Sidonia Alonso Pérez de Guzmán y Sotomayor, il conte-duca di Olivares Gaspar de Guzmán y Pimentel.